# Eric Alper
Eric Alper é um correspondente musical canadense, blogueiro, apresentador de rádio e ex-diretor de relações de mídia da eOne Music Canada com sede em Toronto, Ontário. Eric agora dirige uma empresa de relações públicas de música, a That Eric Alper e é o apresentador do programa @ThatEricAlper no SiriusXM.
Antes de iniciar sua própria empresa de RP, Alper foi diretor de relações de mídia da eOne Music Canada por 18 anos, trabalhando com Bob Geldof, Natalie MacMaste, Matt Dusk, Randy Bachman, Ringo Starr, Slash, The Wiggles, Snoop Dogg, The Smashing Pumpkins, Ray Charles, Sinead O'Connor e Sesame Street.
Atualmente é correspondente musical da CTV, CBC Radio 2, Rogers, Bell, Shaw Communications e Evanov. Ele também é um colaborador regular da SiriusXM, TSN Radio, DAWG FM em Ottawa e CJBK em London, Ontário. Alper foi nomeado para a revista Billboard e The National Post's Best no Twitter.

## Vida pessoal
Eric Alper é o pai de Hannah Alper, uma ativista canadense, blogueira e palestrante motivacional que aborda questões como meio ambiente, anti-bullying e justiça social. O bisavô de Alper, Louis Grossman, abriu o Grossman's Tavern em 1943, que é o primeiro bar de blues licenciado em Toronto. 